# Max de Terra
Maximilian De Terra, detto Max (Zurigo, 6 ottobre 1918 – Zurigo, 29 dicembre 1982), è stato un pilota automobilistico svizzero.
Ha partecipato a due Gran Premi in Formula 1, debuttando nel Gran Premio di Svizzera 1952 a bordo di una Gordini.

## Risultati in Formula 1
| 1952 | Scuderia       | Vettura           |     |  |  |  |  |  |  |  |  | Punti | Pos. |
| ---- | -------------- | ----------------- | --- |  |  |  |  |  |  |  |  | ----- | ---- |
| 1952 | Alfred Dattner | Simca-Gordini T11 | Rit |  |  |  |  |  |  |  |  | 0     |      |

| 1953 | Scuderia       | Vettura     |  |  |  |  |  |  |  |   |  | Punti | Pos. |
| ---- | -------------- | ----------- |  |  |  |  |  |  |  | - |  | ----- | ---- |
| 1953 | Écurie Espadon | Ferrari 166 |  |  |  |  |  |  |  | 8 |  | 0     |      |

| Legenda | 1º posto     | 2º posto | 3º posto    | A punti         | Senza punti/Non class.  | Grassetto – Pole position Corsivo – Giro più veloce |
| Legenda | Squalificato | Ritirato | Non partito | Non qualificato | Solo prove/Terzo pilota | Grassetto – Pole position Corsivo – Giro più veloce |